# Wstężnice
Wstężnice (Nemertea), wstężniaki (Nemertini lub Nemertina) – typ zwierząt bezkręgowych o bardzo długim, robakokształtnym, obłym lub płaskim, nieczłonowanym ciele, w większości wodnych, przeważnie morskich. Charakterystyczną cechą (synapomorficzną) wstężnic jest obecność długiego, wysuwanego, chwytnego ryjka (proboscis), oddzielonego od jelita, uzbrojonego lub nie, osadzonego luźno w pochwie zwanej rynchocelem. Typ obejmuje co najmniej 900 szeroko rozprzestrzenionych gatunków.
Polska nazwa „wstężnice” nawiązuje do długiego, wstęgowatego kształtu tych zwierząt. Jeden z przedstawicieli typu wstężnic (Lineus longissimus) osiąga 30 metrów długości, choć rekordowo może dorastać do 55 m – jest najdłuższym zwierzęciem na Ziemi.

## Występowanie
Większość z nich jest morska, występuje w przybrzeżnych płytkich wodach przydennie lub zagrzebana w mule czy piasku. Formy planktonowe, pelagiczne i głębinowe są nieliczne. Głębinowe nie występują poniżej 2000 m. Kilkanaście gatunków żyje w wodach słodkich, kilka na lądzie w wilgotnej ziemi okolic tropikalnych i subtropikalnych. Jeden gatunek występuje na liściach pandanusa. Gatunki morskie występują głównie w wodach arktycznych oraz w wodach o temperaturze umiarkowanej, słodkowodne są szeroko rozprzestrzenione. Wszystkie gatunki występują rzadko i przez to nie mają większego znaczenia ekologicznego.
W Polsce odnotowano występowanie 4 gatunków: Prostoma puteale, Prostoma graecense, Prostoma kolasai i Leptonemertes chalicophora.

## Biologia i ekologia
Zwierzęta trójwarstwowe. Jama typu schizocelu, ciało nieczłonowane (brak metamerii), zdolne do rozciągania się, dobrze wykształcony wór skórno-mięśniowy, brak twardego szkieletu. Narządy zmysłów położone są na przodzie ciała. Układ nerwowy złożony z prostego mózgu, włókien i słabo wyspecjalizowanych komórek nerwowych. W pobliżu mózgu organ cerebralny. Wymiana gazowa odbywa się poprzez powierzchnię ciała. Układ krwionośny zamknięty.
Rozwój prosty lub złożony z wieloma typami larw:
- pilidium,
- larwa Ivaty,
- larwa Desora,
- larwa Schmidta.

Większość wstężnic wykazuje zabarwienie mleczne albo szarawe. Spotyka się także formy zabarwione brązowo, pomarańczowo, czerwono i zielono. Gatunki tropikalne wykazują zabarwienie żywe, błyszczące. Barwniki zdeponowane są w komórkach naskórka, niekiedy ułożonych we wzory w postaci podłużnych lub poprzecznych pasów. U wielu gatunków czerwony barwnik występuje w zwojach mózgowych i pniach nerwowych. Niektóre wstężnice świecą. Bioluminescencja jest własna, związana z występowaniem w naskórku gruczołów produkujących substancje świecące.
Kilkanaście gatunków morskich jest ektosymbiontami, komensalami lub pasożytami ukwiałów, krabów, małży i osłonic.

## Systematyka
Początkowo Nemertea dzielono na 3 gromady (Palaeonemertini, Schizonemertini i Hoplonemertini). W miarę rozwoju nauki przeprowadzano kolejne rewizje taksonomiczne, w wyniku których – na podstawie kilku cech morfologicznych – typ dzielony jest na dwie gromady oraz cztery niższe taksony (w randze podgromad lub rzędów):
- Anopla (ryjek bez sztyletów[6])
  - Palaeonemertea
  - Heteronemertea
- Enopla (ryjek zachował sztylety[6])
  - Bdellonemertea
  - Hoplonemertea

Podział taki nie został potwierdzony badaniami molekularnymi i nie przedstawia filogenezy tej grupy zwierząt.